# Різван Ферзалієв
Різван Ферзалієв (нар. 1 вересня 1979) — азербайджанський футзаліст.

## Кар'єра
На чемпіонаті Європи 2016 року забив гол у ворота Чехії на груповому етапі. 16 січня 2022 року був включений до складу збірної Азербайджану на чемпіонат Європи 2022.